# Мувитон (звукозапись)
Мувитон Рекордз (англ. Movietone Records) — подразделение кинокомпании XX век Фокс, работавшее в период с 1965 по 1967 годы. За этот период студия звукозаписи выпустила 29 альбомов разных исполнителей, среди которых Ширли Темпл, Эл Мартино, Лина Хорн, Арт Тэйтум и Мэрилин Монро. Название «Мувитон» первоначально использовалось кинокомпанией для системы оптической звукозаписи, применявшейся с 1926 года в звуковом кино. В 1965 году бренд получил новое коммерческое применение при выпуске грампластинок с альбомами исполнителей, впервые выпущенными киностудией. Кроме звукозаписи «Фокс» использовал название также для выпусков кинохроники «Movietone News» и открывшейся позднее телестанции.